# 時の栞
「時の栞」（ときのしおり）は、吉岡亜衣加の3枚目のシングル。2010年9月1日にティームエンタテインメントから発売された。

## 概要
表題曲「時の栞」とカップリング曲「光の蝶」は、PSPゲーム『薄桜鬼 随想録 ポータブル』のオープニングテーマとエンディングテーマとして使用された。

## 収録内容
（全作詞：上園彩結音）
1. 時の栞 [4:08]
作曲・編曲：上野義雄
  - PSP用ゲーム『薄桜鬼 随想録 ポータブル』オープニングテーマ
2. 光の蝶 [3:59]
作曲・編曲：小野貴光
  - PSP用ゲーム『薄桜鬼 随想録 ポータブル』エンディングテーマ
3. 時の栞（instrumental）
4. 光の蝶（instrumental）

## 収録アルバム
| 曲名   | 収録アルバム | 発売日        | 備考                  |
| ------ | ------------ | ------------- | --------------------- |
| 時の栞 | 『時の彩り』 | 2011年7月13日 | 3rdオリジナルアルバム |
| 光の蝶 | 『時の彩り』 | 2011年7月13日 | 3rdオリジナルアルバム |